# Louis Boutet de Monvel
Pour les articles homonymes, voir Boutet, Monvel et Boutet de Monvel.
Louis Boutet de Monvel, né le 22 juin 1941 à Issy-les-Moulineaux et mort le 25 décembre 2014 dans le 17ème arrondissement de Paris, est un mathématicien français spécialiste d'analyse fonctionnelle.

## Biographie
Après sa thèse, soutenue en 1969 au Centre de mathématiques de l’École polytechnique sous la direction de Laurent Schwartz, Louis Boutet de Monvel est successivement professeur aux universités de Nice, Paris-VII, et Grenoble avant d'être élu à l'université Pierre-et-Marie-Curie et de diriger le centre de mathématiques de l'École normale supérieure.
Il développe un calcul sur les opérateurs pseudodifférentiels pour les problèmes aux limites sur des variétés à bord.
Il travaille aussi sur les opérateurs de Toeplitz (en) (un analogue en dimension infinie des matrices de Toeplitz), qui possèdent un calcul symbolique (dans une certaine C*-algèbre) analogue à celui des opérateurs pseudodifférentiels. Ils sont utilisés dans la quantification par déformation, sur laquelle ont également porté les recherches de Boutet de Monvel.
Il est membre du groupe Bourbaki de 1971 à 1991.
Il est le lauréat du « Prix fondé par l'État » en 2003 et de la médaille Émile Picard de l'Académie des sciences en 2007.
Il a notamment été le directeur de thèse de Bernard Helffer et Gilles Lebeau.
Son épouse Anne-Marie est également mathématicienne.